# Václav Šolc

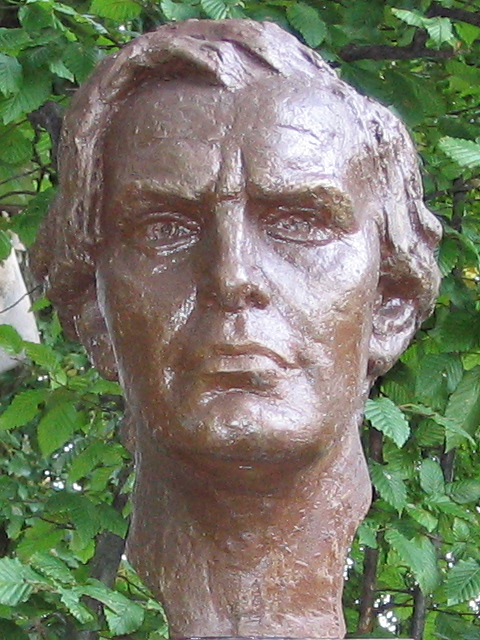
Busta Václava Šolce na jeho hrobě

Václav Šolc (23. prosince 1838 Sobotka – 14. července 1871 Sobotka) byl český herec a básník.

## Život

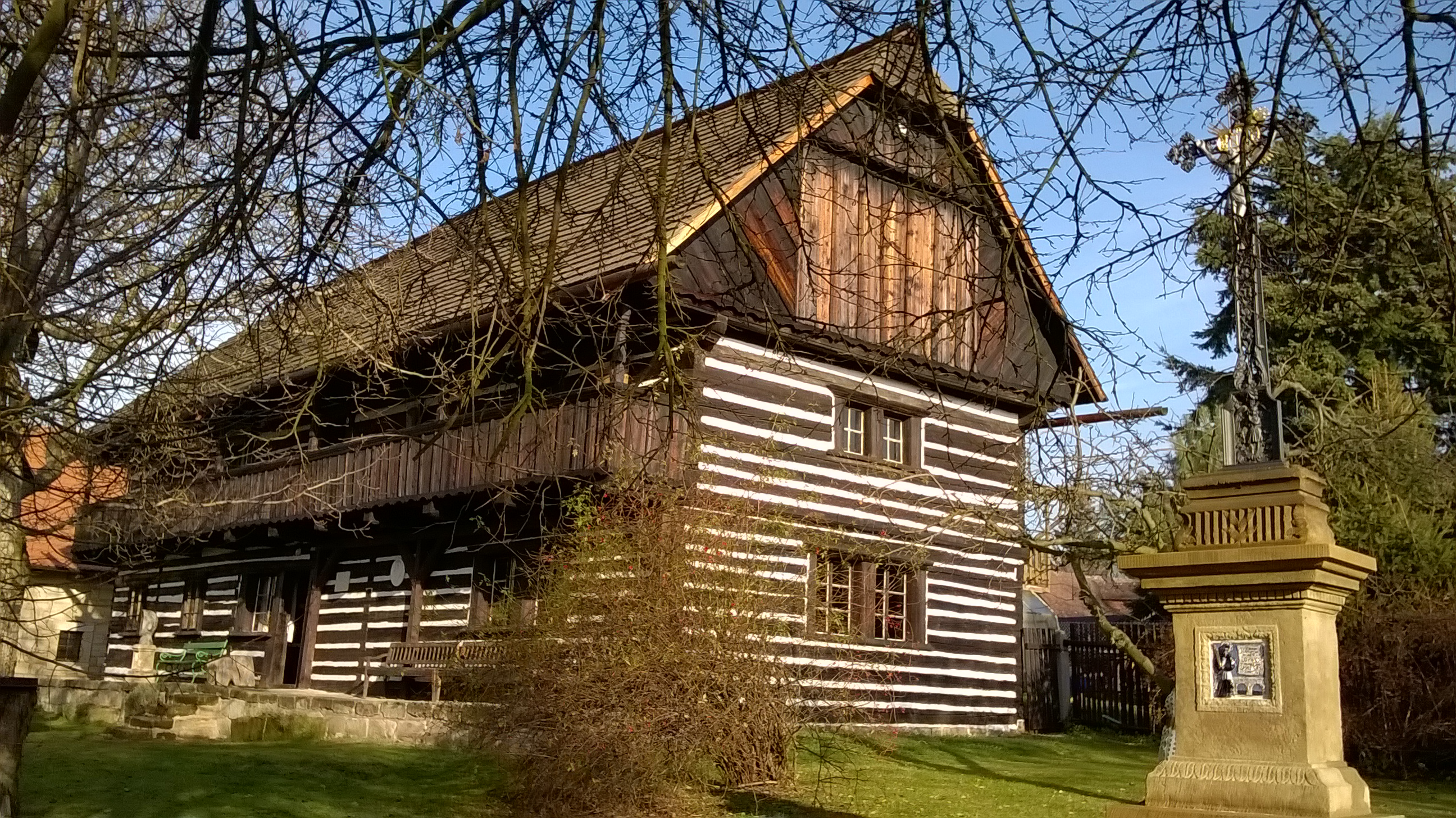
Šolcův statek v Sobotce – rodný dům Václava Šolce

Pocházel z dobře situované rolnické rodiny. Gymnázium studoval v Jičíně, po jeho absolvování se neúspěšně pokoušel vystudovat historii na filozofické fakultě univerzity v Praze. Po dvou letech studia zanechal i kvůli nedostatku peněz a oddal se životu bohémskému. V letech 1864–1867 se živil jako kočovný herec na cestách po Čechách a také jako básník. Jen občas se vracel k matce do Sobotky. Pak získal nějaké peníze, vydal svou knihu básní a vrátil se ke studiu. Toho fyzicky vyčerpán brzy zanechal a nemocen odjel naposledy domů. Zemřel na tuberkulózu (či zápal plic) v 32 letech. V Sobotce má pomník a hrob.

## Dílo
Jeho tvorba je označována jako významný předěl od májovců k ruchovcům. Svými básněmi přispíval do několika novin a časopisů – např. Lumíru, Světozoru, Květů, Obrazů života.
Jeho básně se zabývají sociální a národní tematikou. Jako jeden z prvních začal v české literatuře používat veršovou formu gazel. 
- Prvosenky (jediná Šolcova básnická sbírka, vydána knižně 1868, podruhé posmrtně v rozšířeném vydání 1872, dostupná zde)